# Assassinat a Cotentin
Assassinat a Cotentin o Assassinats a Contentin (títol original en francès, Meurtres en Cotentin) és un telefilm francobelga dirigit per Jérémy Minui de 2019. Forma part de la col·lecció Assassinats a.... Es va emetre per primera vegada a Bèlgica, el 21 de maig de 2019, a La Une; a Suïssa, el 31 de maig 2019, a RTS Un i, a França, l'1 de febrer de 2020, a France 3. S'ha doblat al valencià per a À Punt amb el títol d'Assassinat a Cotentin, i al català central per a TV3 amb el nom d'Assassinats a Contentin.
Aquesta ficció és una coproducció de K'ien Productions, AT-Production i RTBF, amb la participació de France Télévisions, CNC, TV5 monde, Radio Télévision Suisse i la regió de Normandia.

## Sinopsi
El cos d'en François Lehodey apareix en un estany envoltat de branques. Desenvolupador immobiliari sense escrúpols, la víctima tenia molts enemics, i tots semblen sospitosos. Diversos testimonis afirmen haver vist una dama pèl-roja vestida de blanc, i es forma la llegenda de la Dama Blanca. La capitana Hélène Ribero s'encarrega de la investigació malgrat la seva relació amb un dels sospitosos.

## Repartiment
- Chloé Lambert: Hélène Ribero
- Léa François: Alice Hamel
- Lannick Gautry: Martin Chave
- Jean-Philippe Ricci: Étienne Letourneau
- Pascal Elso: Gérard Bannier
- Nicole Calfan: Marielle Lehodey
- Romain Deroo: Antoine Lehodey

## Rodatge
El rodatge va tenir lloc del 22 novembre al 20 de desembre de 2018, a Barfleur, Cherbourg-en-Cotentin, Crasville, Fermanville, Gatteville-le-Phare, Jobourg, Le Rozel, Omonville-la-Rogue i Saint-Vaast-la-Hougue.